# Палорхесты
Палорхесты (лат. Palorchestes, от др.-греч. πάλος ὀρχηστής — раскачивающийся танцор) — род вымерших наземных травоядных сумчатых семейства Palorchestidae, относящийся к австралийской мегафауне. Эти животные жили в Австралии начиная с позднего миоцена до конца плейстоцена и вымерли около 40—50 тыс. лет назад. Их ископаемые находки чрезвычайно редки, что затрудняет датировку их вымирания.

## Описание
Один вид, Palorchestes azael, по размеру был сопоставим с современной лошадью — длина его тела достигала 2,5 м, вес до 1000 кг — и имел 4 мощных конечности.  Судя по строению его носовых костей, у него был короткий хобот, из-за чего его прозвали «сумчатым тапиром» из-за внешнего сходства с последним.
На передних конечностях палорхеста были длинные когти, напоминающие когти коалы, при помощи которых он, по-видимому, сгибал и обдирал ветки и листья с деревьев. Уникальной его особенностью были неподвижно сросшиеся локтевые суставы передних лап, которые были постоянно согнуты и использовались для срывания листьев и веток. Вероятно, были одиночными животными.
Длинный симфизис (сращивание костей) в нижней челюсти всех видов палорхестов указывает, что их язык был длинным и мог высовываться далеко изо рта, аналогично жирафам или муравьедам.

## Открытие

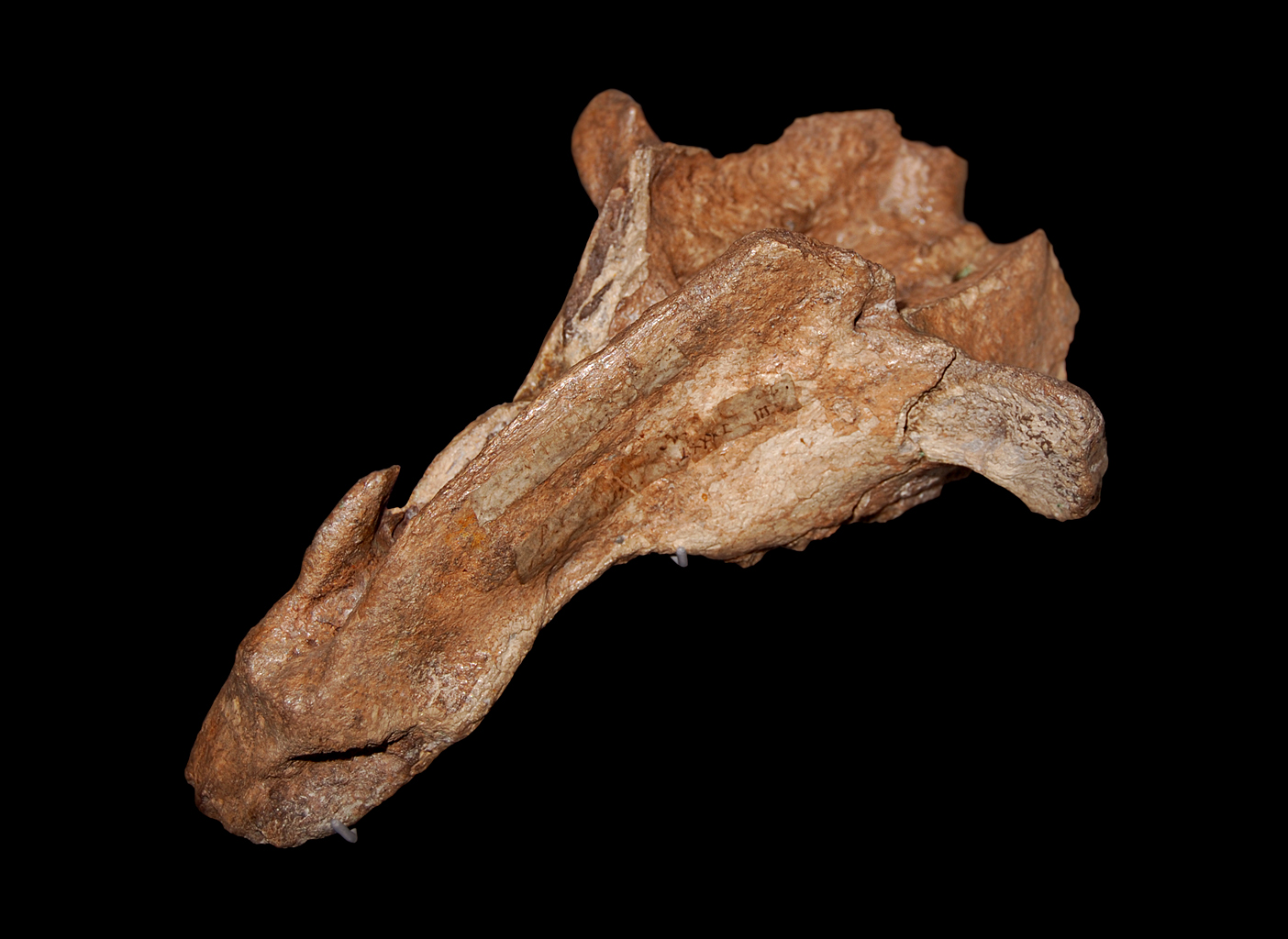
Ископаемый череп палорхеста

Ископаемые остатки Palorchestes azael были обнаружены в пещерах Наракорт (Naracoorte Caves) в Австралии, известных большим количеством остатков австралийской мегафауны. Найдены доисторические наскальные рисунки австралийских аборигенов, на которых предположительно, изображён палорхест. 

## Сестринские роды
Ngapakaldia, Pitikantia